# 文井站 (黄海南道)
文井站（韓語：문정역）是位于朝鮮民主主義人民共和國黃海南道海州市的一個鐵路車站。屬於甕津線。

## 邻近车站
甕津線
西海州站 - 文井站 - 西席站